# Cispius kimbius
Espèce
Cispius kimbius est une espèce d'araignées aranéomorphes de la famille des Pisauridae.

## Distribution
Cette espèce se rencontre en Afrique du Sud et en Eswatini.

## Description

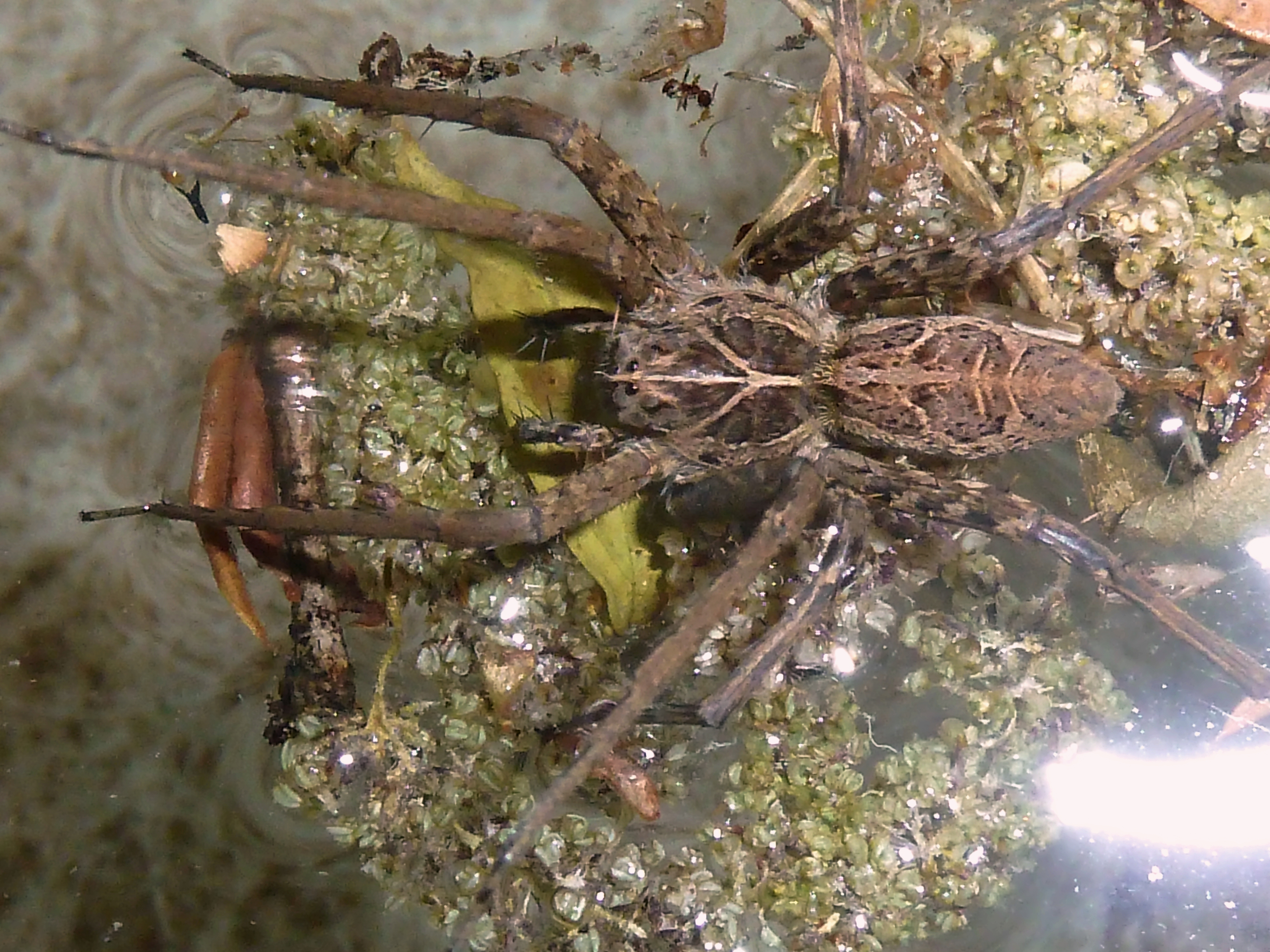
Cispius kimbius

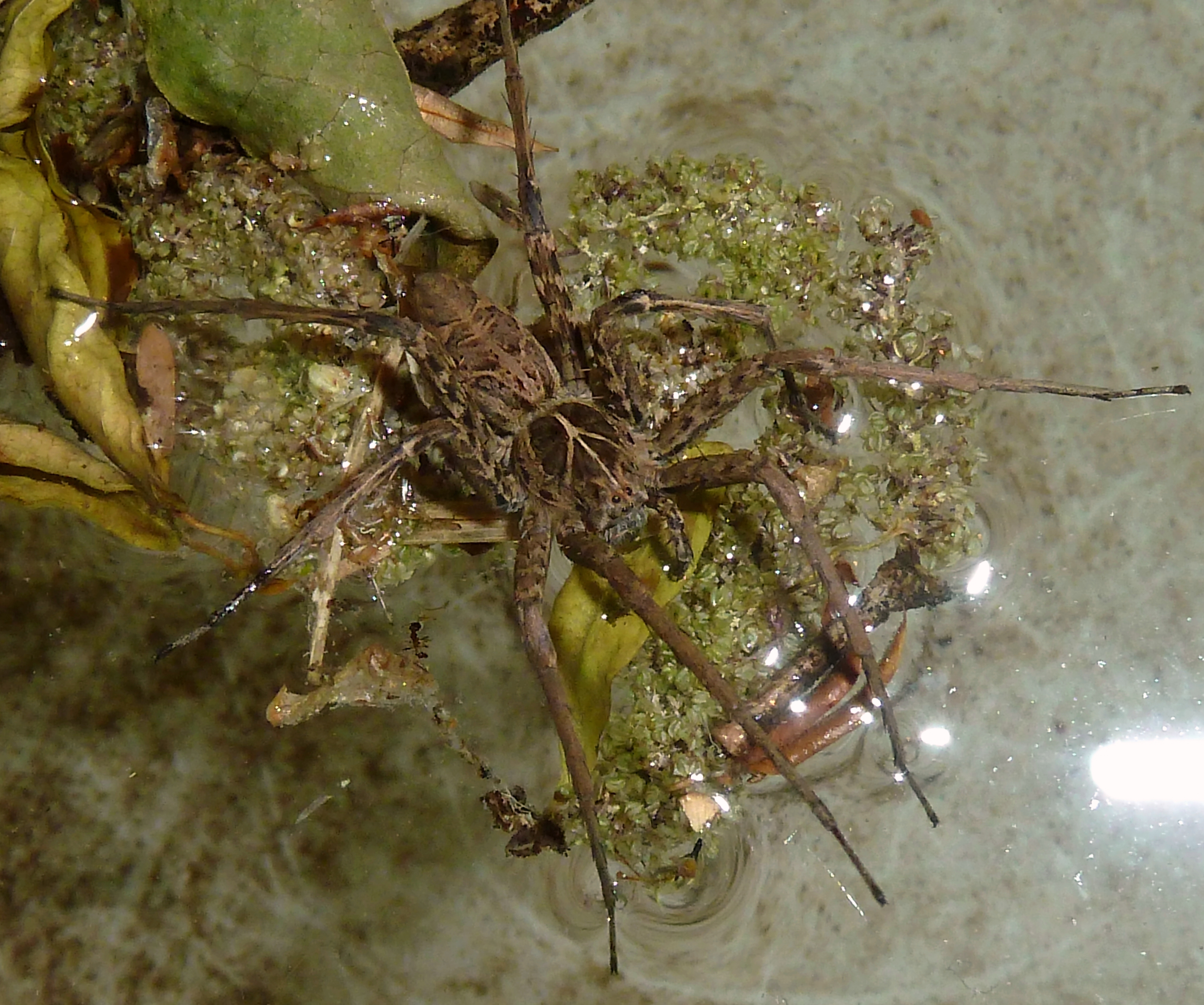
Cispius kimbius

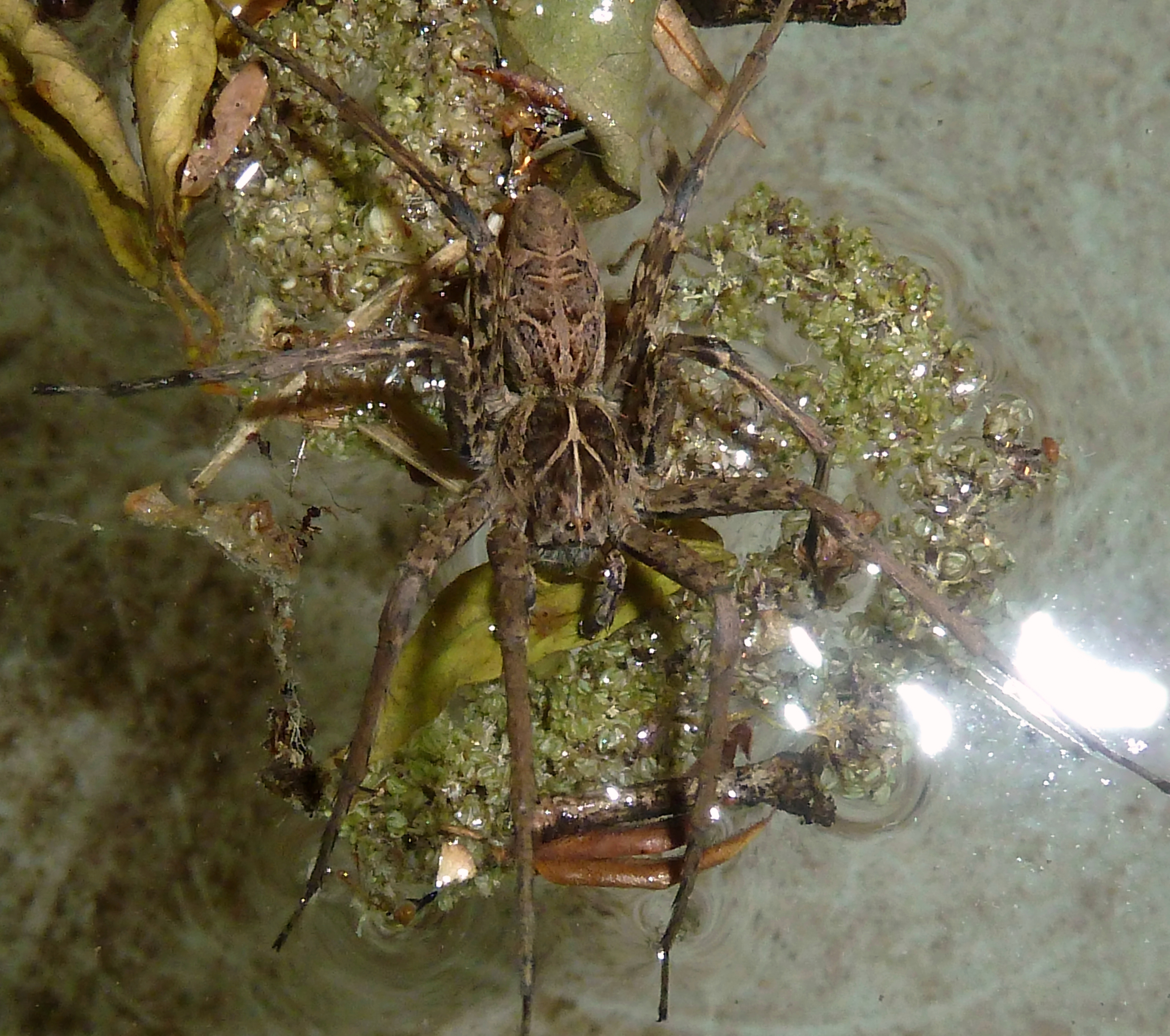
Cispius kimbius

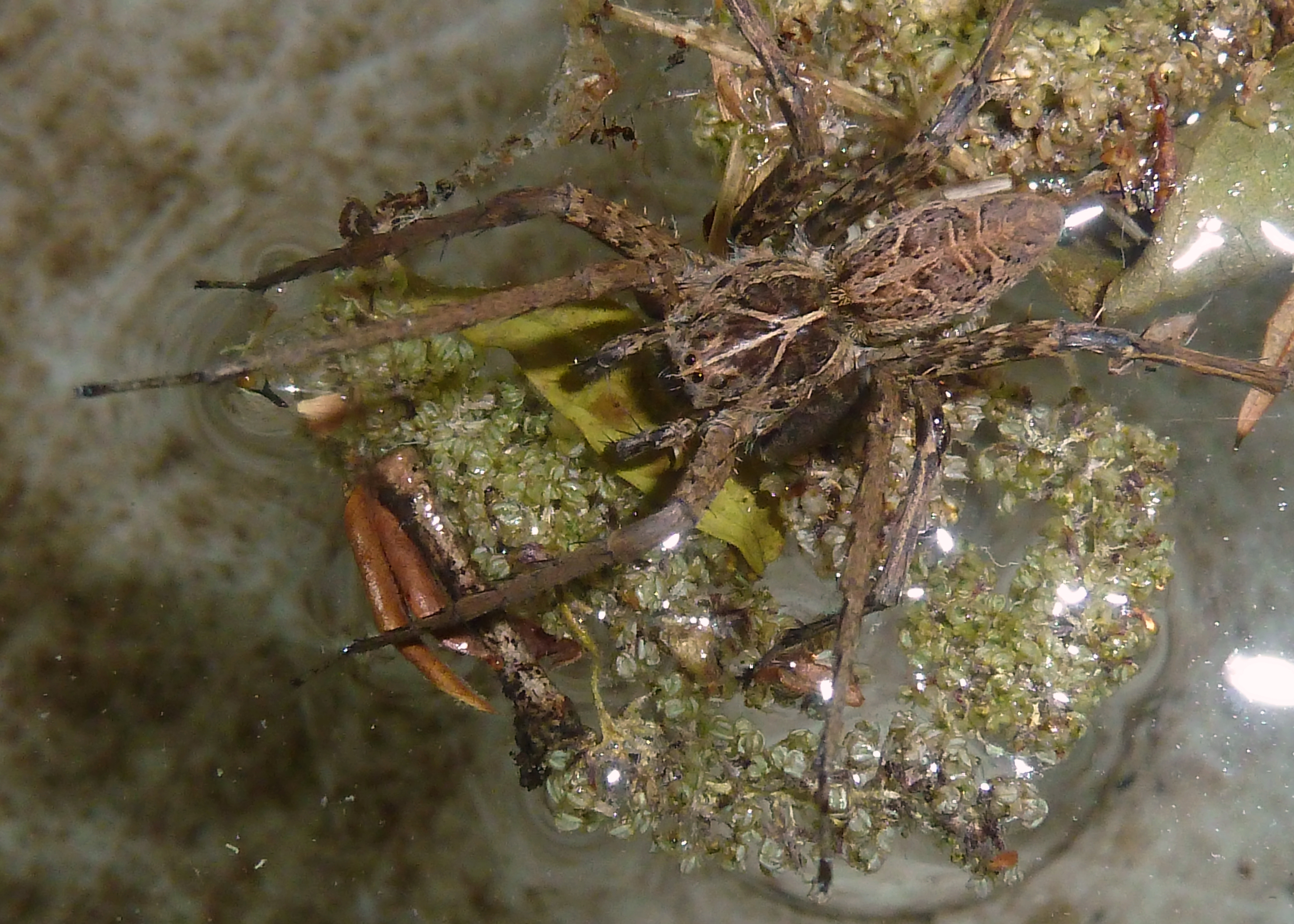
Cispius kimbius

La femelle holotype mesure 8 mm.

## Systématique et taxinomie
Cette espèce a été décrite par Blandin en 1978.

## Publication originale
- Blandin, 1978 : « Études sur les Pisauridae africaines IX. Mise au point sur les genres Cispius Simon, 1898 et Charminus Thorell, 1899 (Araneae - Pisauridae - Pisaurinae). » Revue de Zoologie Africaine, vol. 92, p. 37-76 (texte intégral).